# Capitão-tenente
Capitão-tenente é a designação de um posto nas marinhas de vários países. Conforme o país, o posto pode corresponder à primeira patente de oficial superior, à patente de oficial intermediário ou à última patente de oficial subalterno.
Nos países de língua inglesa usa-se um termo, ligeiramente, diferente para designar a patente equivalente: lieutenant commander (literalmente "tenente-comandante").
A designação da patente tem a ver com a sua origem ou função inicial. Referia-se a um tenente ao qual estava atribuído o comando de uma embarcação ou a um oficial que exercia a função de imediato (lugar-tenente) do capitão de um navio.

## Insígnias e distintivos de capitão-tenente

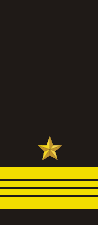
Marinha Alemã (Stabskapitänleutnant)
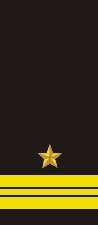
Marinha Alemã (Kapitänleutnant)
Marinha do Brasil
Marinha da Dinamarca(kaptajnløjtnant)Marinha da Dinamarca (kaptajnløjtnant)
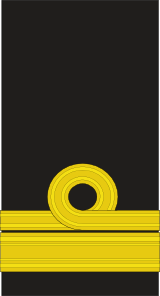
Marinha Portuguesa

## Marinha Portuguesa
Na Marinha Portuguesa, capitão-tenente é, actualmente, o primeiro posto de oficial superior, sendo equivalente a major no Exército e na Força Aérea. É, hierarquicamente, imediatamente superior ao posto de primeiro-tenente e inferior ao de capitão de fragata.
Até introdução do posto de capitão de fragata, em 1782, os capitães-tenentes eram equiparados a tenentes-coroneis do Exército. A partir daí, o posto de capitão-tenente passou a corresponder a major.

## Marinha do Brasil
Na Marinha do Brasil o posto de capitão-tenente é, atualmente, uma patente de oficial intermediário, correspondente a capitão no Exército e na Força Aérea.
Na Marinha do Império Brasileiro - seguindo o modelo da Marinha Portuguesa - o posto de capitão-tenente era equivalente a major. Quando foi introduzido o posto de capitão de corveta, passou este a ser equivalente a major e o posto de capitão-tenente passou a ser equivalente a capitão do Exército.